# Andreas Gruschke
Andreas Gruschke (16 de abril de  1960 en Tengen-Blumenfeld (Alemania) es un autor alemán, y fotógrafo investigador sobre el Tíbet. Su formación científica es de geógrafo, etnólogo, sinólogo. Doctorado en 2009 a la universidad de Leipzig, Alemania.
Desde 1987, Gruschke trabaja como escritor free-lance y periodista fotógrafo de los temas Tíbet, Himalaya, la Ruta de la Seda y el Asia oriental, celebra conferencias y seminarios en su ciudad natal de Friburgo de Brisgovia y en otros lugares. Después de terminar sus estudios universitarios, participó de numerosos viajes de investigación por el sudeste de Asia, China, Corea, Asia Central y, la mayoría de ellos lo llevó a las tierras altas del Tíbet.
Gruschke ha publicado numerosos libros y artículos principalmente sobre la cultura tibetana, entre ellos obras de vanguardia de los monasterios en las regiones Oriental tibetano Amdo y Kham. Otros libros e informes son de Corea, el Himalaya y China, así como dos álbumes de foto acerca de su patria: la Hegau y la parte superior del Rin. Su investigación actual es de unos nómadas en la región oriental tibetana de Yushu (norte de Kham).